# U18-Världsmästerskapet i ishockey för damer 2016
U18-Världsmästerskapet i ishockey för damer 2016 var det nionde U18-Världsmästerskapet i ishockey för damer. Toppdivisionen avgjordes i St. Catharines, Kanada mellan 8 och 15 januari 2016.
VM i de lägre divisionerna avgjordes på andra orter och under andra speldagar. 
- Division I i Miskolc, Ungern, under perioden 10–16 januari 2016.
- Division I, kval i Spittal an der Drau och Radenthein, Österrike, under perioden 7-11 januari 2016.

## Slutställning
| Toppdivisionen | Toppdivisionen | Toppdivisionen |
| -------------- | -------------- | -------------- |
| Guld           | USA            |                |
| Silver         | Kanada         |                |
| Brons          | Sverige        |                |
| 4.             | Ryssland       |                |
| 5.             | Tjeckien       |                |
| 6.             | Finland        |                |
| 7.             | Schweiz        |                |
| 8.             | Frankrike      |                |

| Division I | Division I |
| ---------- | ---------- |
| 9.         | Japan      |
| 10.        | Tyskland   |
| 11.        | Slovakien  |
| 12.        | Norge      |
| 13.        | Ungern     |
| 14.        | Danmark    |

| Division I Kval | Division I Kval | Division I Kval |
| --------------- | --------------- | --------------- |
| 15.             | Österrike       |                 |
| 16.             | Italien         |                 |
| 17.             | Kazakstan       |                 |
| 18.             | Storbritannien  |                 |
| 19.             | Kina            |                 |
| 20.             | Polen           |                 |
| 21.             | Australien      |                 |
| 22.             | Rumänien        |                 |